# Звучни уснено-зубни фрикатив
Звучни уснено-зубни или лабиодентални фрикатив јесте сугласник који се користи у појединим говорним језицима. Симбол у Међународном фонетском алфабету који представља овај звук је //. Иако је овај сугласник врло распрострањен у језицима Европе, у глобалу се прилично ретко јавља, а глас [w] је од њега распрострањенији четири пута. Присуство овог гласа, као и одсуство гласа [w] заједно са присуством заобљених вокала предњег реда [y, ø, œ] је територијална одлика многих језика Европе, као и суседних области у Сибиру и средњој Азији. Говорницима источноазијских језика често недостаје овај сугласник, те га замењују са [p], [b] или [w].

## Карактеристике
Карактеристике звучног алвеоларног фрикатива:
- Начин артикулације је фрикативни, што значи да је произведен усмеравањем протока ваздушне струје из плућа низ језик до места артикулације, на коме је усредсређена на оштре ивице скоро стиснутих зуба, узрокујући високофреквентну турбуленцију.
- Место артикулације је усненозубно што значи да се изговара помоћу горњих зуба и доње усне.
- Фонација је звучна, што значи да гласне жице трепере током артикулације.

## Појава
| Језик            | Језик             | Реч                                                                | ИПА      | Значење        | Напомене |
| ---------------- | ----------------- | ------------------------------------------------------------------ | -------- | -------------- | --- |
| абхаски          | абхаски           | европа                                                             |          | 'Европа'       | |
| африканс         | африканс          | wees                                                               |          | 'бити'         | |
| албански         | албански          | [valixhe] грешка: {{lang}}: текст има искошену назнаку (помоћ)     |          | 'случај'       | |
| арапски          | Сирт              | ذهب                                                                |          | 'злато'        | |
| јерменски        | источнојерменски  | վեց                                                                | [vɛtsʰ]ⓘ | 'шест'         | |
| баи              | дали              | ?                                                                  |          | 'риба'         | |
| каталонски       | балеарски         | [viu]]] грешка: {{lang}}: текст има искошену назнаку (помоћ)       |          | 'жив'          | |
| каталонски       | валенсијски       | [viu]]] грешка: {{lang}}: текст има искошену назнаку (помоћ)       |          | 'жив'          | |
| каталонски       | јужнокаталонски   | [viu]]] грешка: {{lang}}: текст има искошену назнаку (помоћ)       |          | 'жив'          | |
| чеченски         | чеченски          | ваша / [vaṣa] грешка: {{lang}}: текст има искошену назнаку (помоћ) |          | 'брат'         | |
| чешки            | чешки             | [voda] грешка: {{lang}}: текст има искошену назнаку (помоћ)        |          | 'вода'         | |
| холандски        | сви дијалекти     | [wraak] грешка: {{lang}}: текст има искошену назнаку (помоћ)       |          | 'освета'       | Алофон гласа /ʋ/ ~ /β̞/ ~ /w/ испред /r/. |
| холандски        | већина дијалеката | [vreemd] грешка: {{lang}}: текст има искошену назнаку (помоћ)      |          | 'чудан'        | |
| холандски        | стандардни        | [vreemd] грешка: {{lang}}: текст има искошену назнаку (помоћ)      |          | 'чудан'        | |
| енглески         | енглески          | [valve] грешка: {{lang}}: текст има искошену назнаку (помоћ)       |          | 'вентил'       | |
| еве              | еве               | ?                                                                  |          | 'он је зао'    | |
| ферјарски        | ферјарски         | [røða] грешка: {{lang}}: текст има искошену назнаку (помоћ)        |          | 'говор'        | |
| француски        | француски         | [valve] грешка: {{lang}}: текст има искошену назнаку (помоћ)       |          | 'вентил'       | |
| грузијски        | грузијски         | ვიწრო                                                              |          | 'узак'         | |
| немачки          | немачки           | [Wächter] грешка: {{lang}}: текст има искошену назнаку (помоћ)     |          | 'чувар'        | |
| грчки            | грчки             | βερνίκι                                                            |          | 'лак'          | |
| хебрејски        | хебрејски         | גב                                                                 |          | 'назад'        | |
| хинди            | хинди             | व्रत                                                                |          | 'брзо'         | |
| мађарски         | мађарски          | [veszély] грешка: {{lang}}: текст има искошену назнаку (помоћ)     |          | 'опасност'     | |
| ирски            | ирски             | [bhaile] грешка: {{lang}}: текст има искошену назнаку (помоћ)      |          | 'дом'          | |
| италијански      | италијански       | [avare] грешка: {{lang}}: текст има искошену назнаку (помоћ)       |          | 'јадне'        | |
| јудеошпански     | јудеошпански      | [mueve] грешка: {{lang}}: текст има искошену назнаку (помоћ)       |          | 'девет'        | |
| кабардински      | кабардински       | зэвы                                                               |          | 'узак'         | |
| македонски       | македонски        | вода                                                               |          | 'вода'         | |
| малтешки         | малтешки          | [iva] грешка: {{lang}}: текст има искошену назнаку (помоћ)         |          | 'да'           | |
| норвешки         | норвешки          | [vann] грешка: {{lang}}: текст има искошену назнаку (помоћ)        |          | 'вода'         | |
| окситански       | оверњски          | [vol] грешка: {{lang}}: текст има искошену назнаку (помоћ)         |          | 'лет'          | |
| окситански       | лимузински        | [vol] грешка: {{lang}}: текст има искошену назнаку (помоћ)         |          | 'лет'          | |
| окситански       | провансалски      | [vol] грешка: {{lang}}: текст има искошену назнаку (помоћ)         |          | 'лет'          | |
| пољски           | пољски            | [wór] грешка: {{lang}}: текст има искошену назнаку (помоћ)         | [vur]ⓘ   | 'врећа'        | |
| португалски      | португалски       | [vila] грешка: {{lang}}: текст има искошену назнаку (помоћ)        |          | 'градић'       | Историјско галицијско /β/ се спојило са /b/ у галицијском језику и говорима у унутрашњости северног Португала и после је мутирало у глас /v/ уосталим дијалектима. |
| румунски         | румунски          | [val] грешка: {{lang}}: текст има искошену назнаку (помоћ)         |          | 'талас'        | |
| руски            | руски             | волосы                                                             |          | 'коса'         | Разликује обичну и палатализовану форму. |
| словачки         | словачки          | [voda] грешка: {{lang}}: текст има искошену назнаку (помоћ)        | [voda]ⓘ  | 'вода'         | |
| шпански          | шпански           | [afgano] грешка: {{lang}}: текст има искошену назнаку (помоћ)      |          | 'Авганистанац' | Звучни парњак гласа /f/ испред звучних сугласника. |
| шведски          | шведски           | [vägg] грешка: {{lang}}: текст има искошену назнаку (помоћ)        |          | 'зид'          | |
| турски           | турски            | [cetvel] грешка: {{lang}}: текст има искошену назнаку (помоћ)      |          | 'владар'       | Алофон гласа /ʋ/ иза безвучних сугласника. |
| вијетнамски      | вијетнамски       | [và] грешка: {{lang}}: текст има искошену назнаку (помоћ)          |          | 'и'            | |
| велшки           | велшки            | [fi] грешка: {{lang}}: текст има искошену назнаку (помоћ)          |          | 'ја'           | |
| западнофризијски | западнофризијски  | [weevje] грешка: {{lang}}: текст има искошену назнаку (помоћ)      |          | 'ткати'        | Никад се не појављује на почетку речи. |
| нуосу            | нуосу             | ꃶ [vu] грешка: {{lang}}: текст има искошену назнаку (помоћ)       |          | 'изнутрице'    | |